# Vieux-château des Essarts
Pour les articles homonymes, voir Château-Vieux, Château de Châteauvieux et Château des Essarts.
Le vieux-château des Essarts, localement désigné comme « le Vieux-Château », est un ensemble de ruines d’un édifice français situé sur la commune déléguée des Essarts, à Essarts-en-Bocage, dans le département de la Vendée, en région Pays-de-la-Loire.

## Histoire
Le premier château féodal est construit autour d’une enceinte à partir des XIIe et XIIIe siècles. Au début du XVIe siècle, un logis Renaissance est bâti au sein de celle-ci. Les vestiges de ces éléments constituent le « vieux-château des Essarts », désigné ainsi de façon à le distinguer du château neuf, ou « château des Essarts », construit au XIXe siècle et situé à quelques dizaines de mètres des ruines.
Le château a été la propriété de plusieurs familles nobiliaires, notamment les Aspremont, les Chabot, les Vivonne, les La Rochefoucauld, les Lespinay, ou encore les Rougé,,. Il est actuellement détenu par un propriétaire privé.

## Architecture
Les ruines sont caractérisées par plusieurs éléments architecturaux remarquables :
- le châtelet d’entrée et son pont-levis ;
- les restes du portail de l’ancienne église du prieuré Saint-Michel[6] ;
- les vestiges du logis Renaissance aménagé à partir du donjon (porte fortifiée de l’ancien donjon du XIIIe siècle, vis d’escalier du début du XVIe siècle)[7],[8] ;
- la tour Sarrazine du XIIIe siècle[9].

Un parc de 25 hectares dessiné par les frères Bühler est contigu aux ruines.
Le château médiéval date en grande partie du XIIe siècle, des transformations ont été faites vers les XIVe et XVe siècles au niveau des couronnements, probablement des rajouts de mâchicoulis et des échauguettes. Avant, existait une motte castrale qui a succédé à une motte sacrificielle romaine. Cette motte aurait existé du IXe au XIe siècle. Cette motte se situait au Nord-Ouest de l'actuel château, d'où la forme incurvée de l'enceinte à cet endroit, conçue pour la contourner. C’est après qu’aurait été construit ce château de plan presque pentagonal, flanqué de tours carrées dont la tour Sarrazine faisait office de donjon. Un châtelet d’entrée remarquable est visible, il est formé de deux tours en fer à cheval accolées à une tour carrée, et deux pont-levis existaient : un charretier et un piétonnier. Un autre châtelet d’entrée existait à l’opposé de l’enceinte, qui a été transformé en dépendance au logis seigneurial construit entre le XIIIe et le XIVe siècle. D’autres corps de bâtiments étaient adossés dans la cour.     

## Protection et gestion
Par arrêté du 
13 juillet 1962, les ruines du Vieux-Château ont été inscrites aux monuments historiques. Le portail de l’ancienne église des Essarts, qui daterait de la fin du XIIe siècle, a été déposé dans le parc du Vieux-Château et fait l’objet d’une protection au titre des monuments historiques par arrêté du 6 août 1971 en tant que partie de l’ancienne église romane,.
Le 25 juillet 2002, le vicomte Jacques de Rougé, propriétaire du château, lance l’association Les Amis du vieux-château des Essarts dont l’objectif est de mettre en valeur les ruines du château et le parc,.

## Galerie

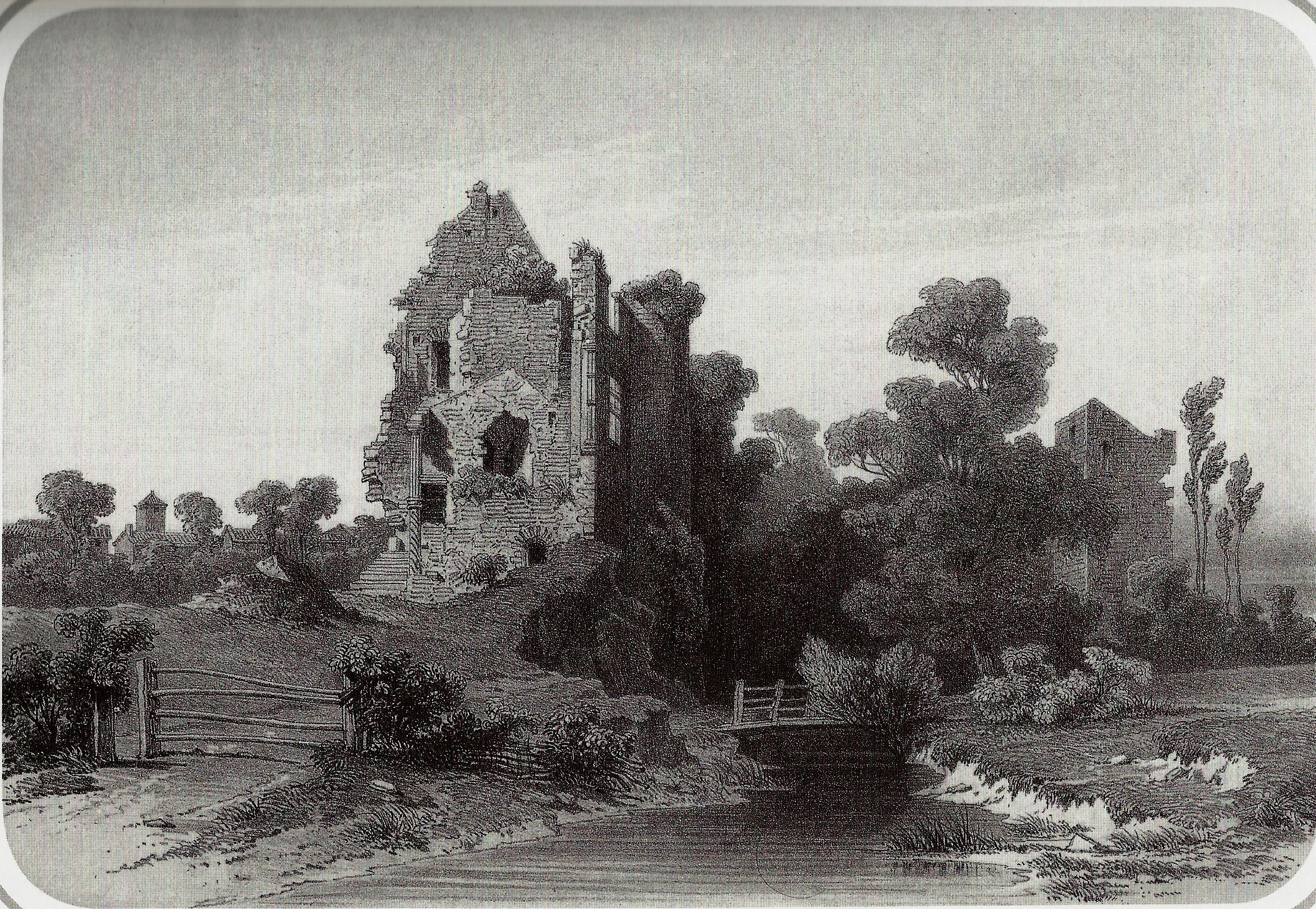
Dessin de Thomas Drake et lithographie d'Henri Daniaud, 1860.
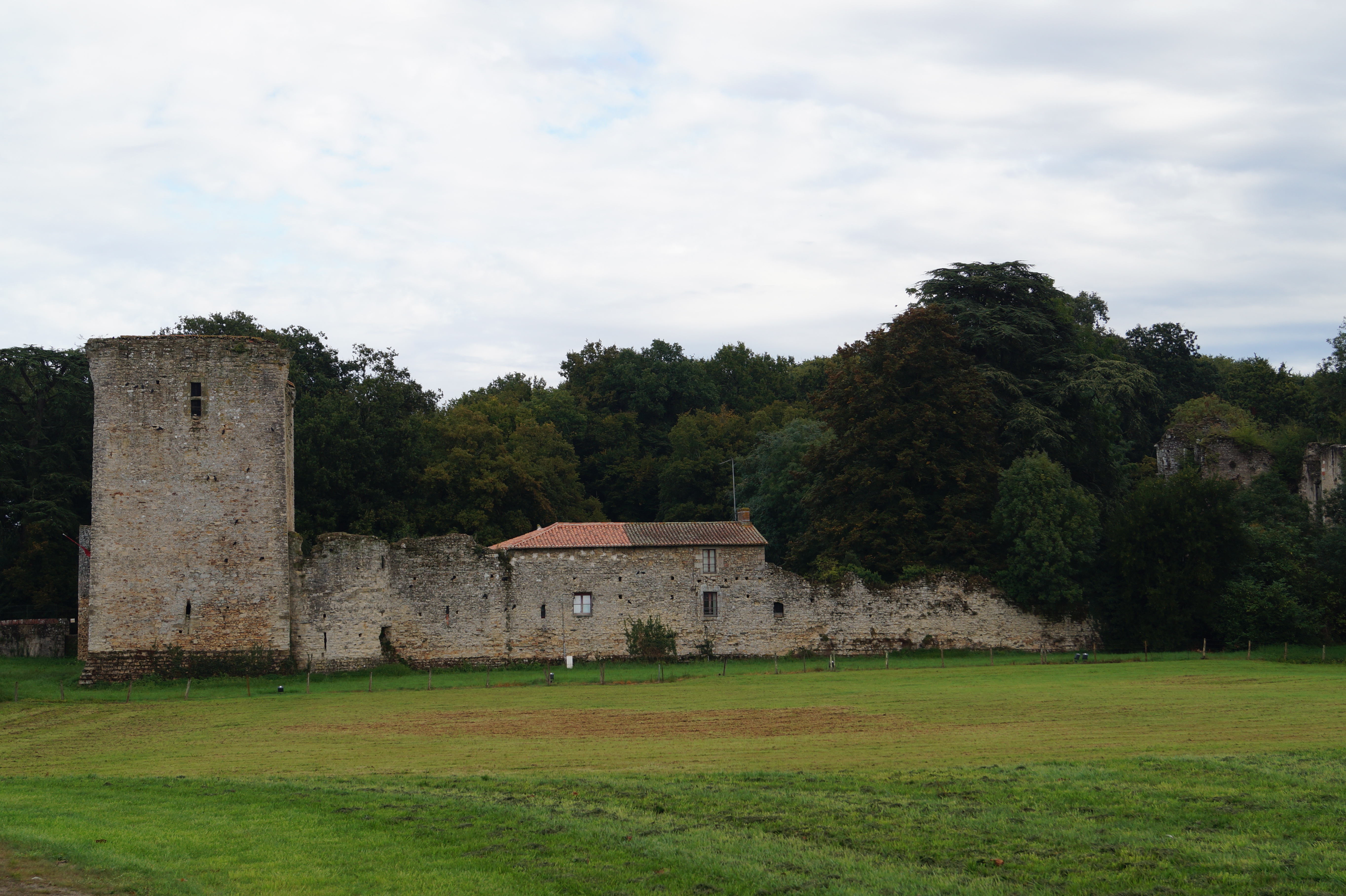
Vue générale des remparts et de la tour.
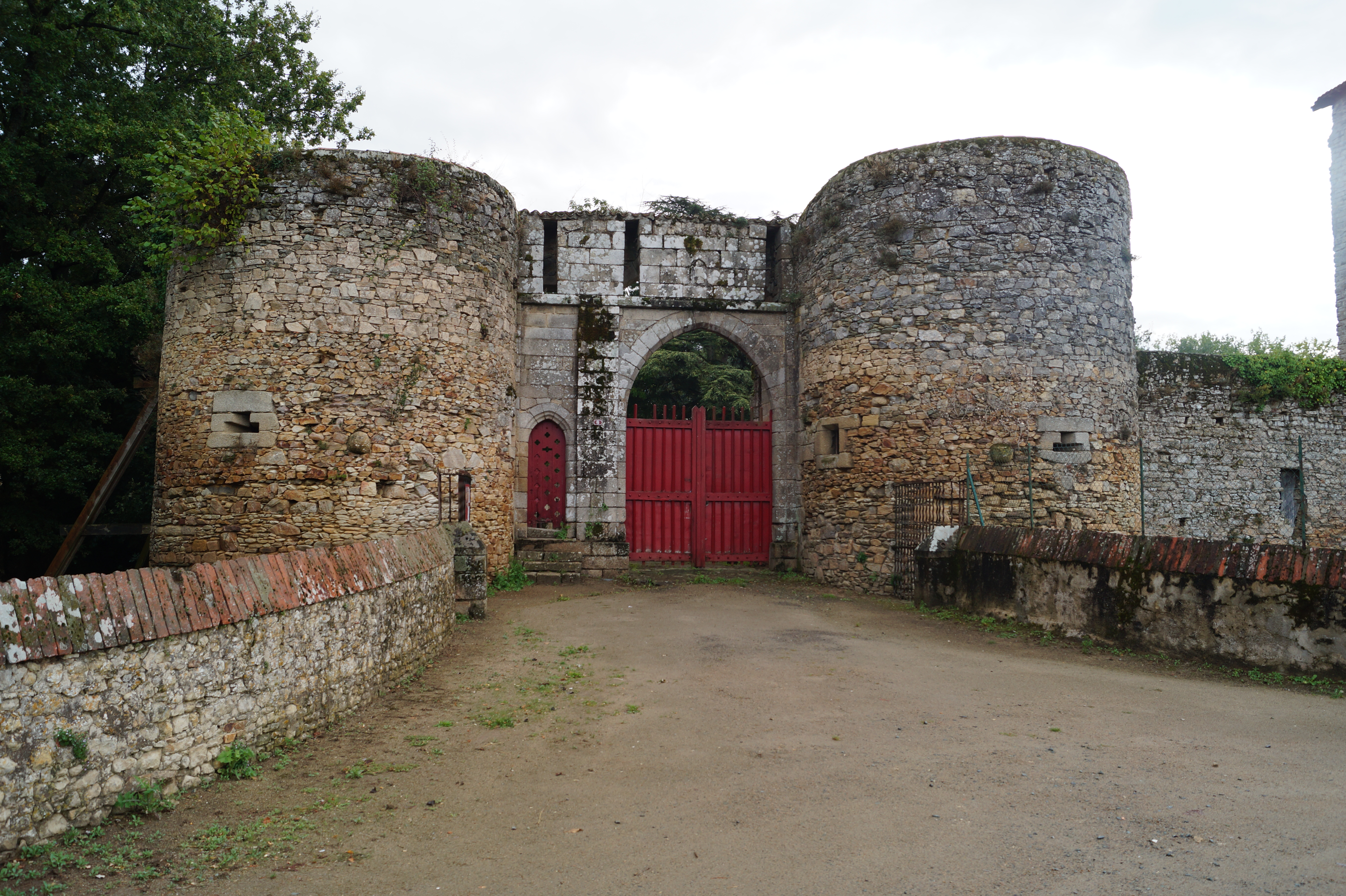
Châtelet d’entrée.
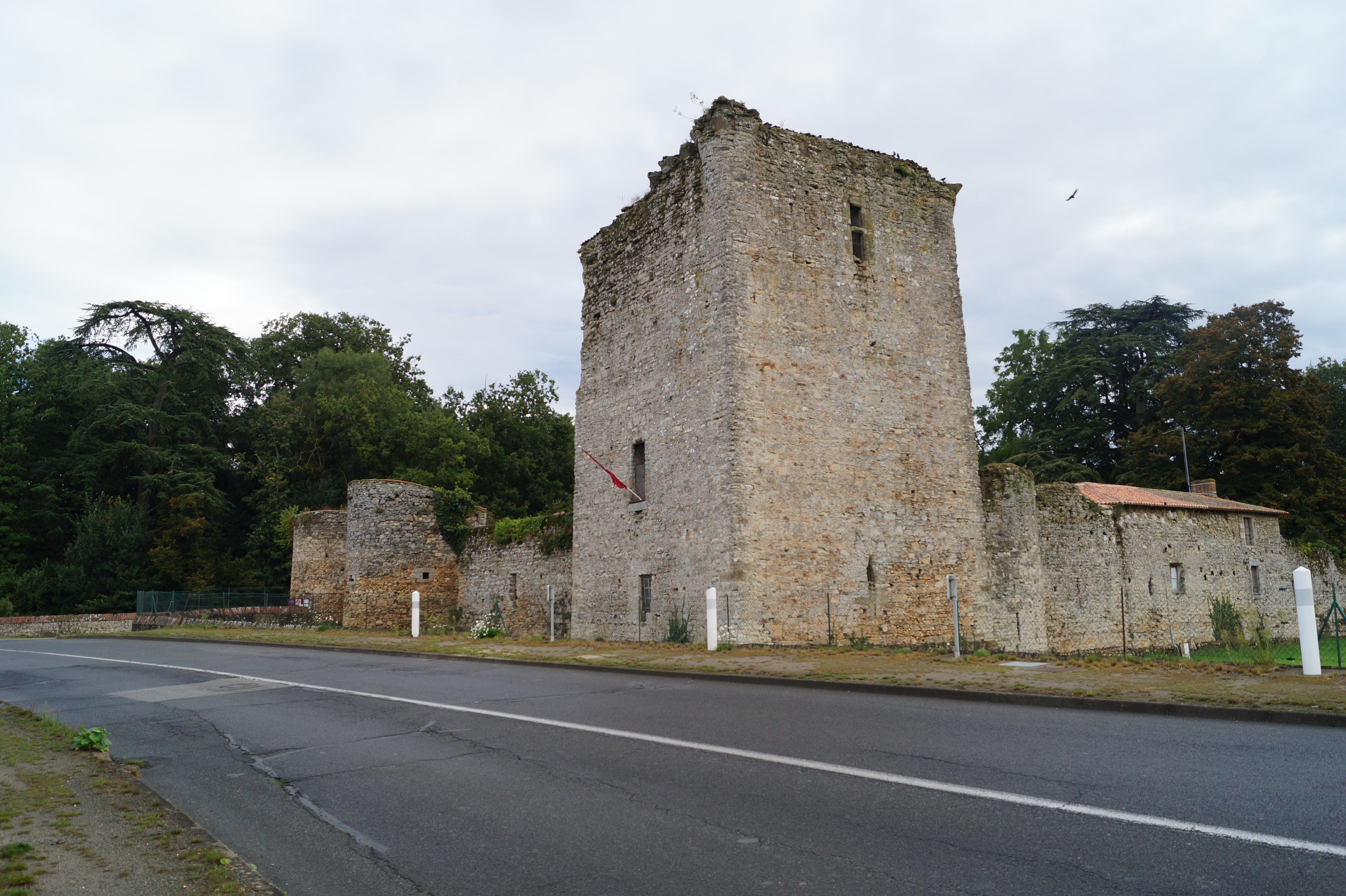
Tour Sarrazine (XIIIe siècle).